# Tolérance (immunologie)
Pour les articles homonymes, voir Tolérance (homonymie).

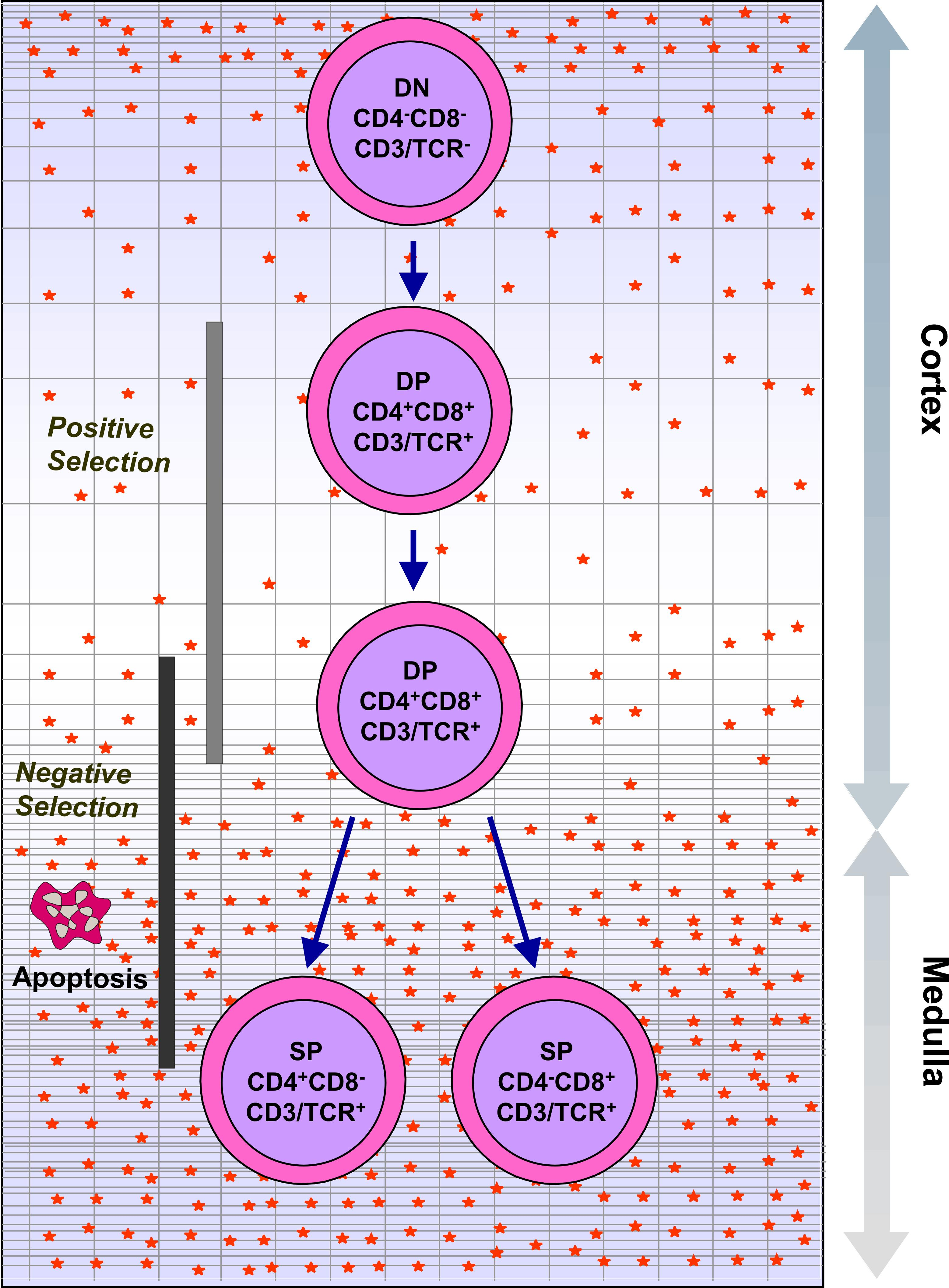
À l'intérieur du thymus, les lymphocytes T sont soumis à un examen minutieux ; ils subissent une sélection positive et négative

En immunologie, la tolérance est l'absence ou le faible niveau de réaction inflammatoire face à un antigène. Son contraire est l'anaphylaxie.
On distingue :
- la tolérance centrale, relative à la maturation des lymphocytes B et T, ainsi qu'à la reconnaissance et tolérance du soi ;
- la tolérance périphérique, relative aux lymphocytes B et T matures dans le système lymphatique périphérique ainsi qu'à leur faible activation en cas d'absence de promoteur de la réaction inflammatoire, ou en présence de facteurs de régulation (diminution) de la réaction inflammatoire[1].

Le processus induisant une tolérance à un antigène donné s'appelle la tolérogenèse. Elle n'est possible que dans un organisme immunocompétent sous certaines conditions. On identifie entre autres certaines cellules immunitaires relativement en amont du processus : les tTreg, les pTreg, les iTreg.
Parmi les pathologies liées à un manque de tolérance immunitaire :
- Allergies[4]
- Fausses couches
- Maladies auto-immunes